# Granger (Wyoming)
Granger város az USA Wyoming államában, Sweetwater megyében. Lakosainak száma 98 fő (2020. április 1.).

## Népesség
A település népességének változása:

| 2010 | 139 |
| 2020 | 98  |